# Канів
Ка́нів — місто в Україні, адміністративний центр Канівської міської громади Черкаського району Черкаської області. Населення складає 23 849 осіб (на 1 січня 2025 року).

## Географія
Місто розташоване на правому березі річки Дніпро. Відстань до Києва — 150 км, до Черкас — 75 км.

## Походження назви
Про походження назви міста є кілька гіпотез. Дві з них тлумачать її, як слово татарського походження. Означає воно «ханський перевіз» та «місце крові». Ще однією версією у перекладі з тюркської — «Дім Хана» («Кхан ев»)[джерело?]. За народним переказом, Канів походить від назви птаха-канюка. Крім того, існує грецька версія походження міста — місто очерету, на що вказує і грецька колонія поблизу Канева. Мається на увазі схожість назви міста з грецьким словом «канос» — очерет, місце очерету. Запропонована одним з сучасних дослідників Канівщини[джерело?].
Деякі сучасні дослідники[джерело?] звертають увагу на типове закінчення "-ів", які часто формувались від імені засновника чи власника, та умовно відповідають на питання "чий?": Кий-Київ (місто Кия), Лев-Львів (місто Льва). За такою схемою місто могло отримати назву від імені чи титула "Кан", або "Хан" (з подальшою трансформацією Ханів --> Канів)[джерело?].

## Історія
Перша письмова згадка про Канів міститься в «Печерському патерику» і датується між 1074 і 1088 роками. Канів згадується також у 1144 році, коли князь Всеволод Ольгович заснував тут Успенський собор Святого Георгія. У середині XII століття Канів був великим містом і відігравав велику роль в житті Київської Русі. 1155 року місто відоме як офіційне місце зустрічей руських князів з половецькими послами. Тут проходив великий шлях «з варяг у греки», який був важливою торговою артерією держави.
Місто не раз руйнували, зрівнювали з землею. У 1240 році Канів захопили і спустошили монголо-татарські орди, очолювані Батиєм.
Місто відвідувала делегація від Папи Римського до монголо-татар в 1245 році, яку очолював францисканець Джованні да Плано-Карпіні. У власних подоражах він зазначає: «ми прибули до деякого селища, за назвою Канов».
Неодноразово Канів переходив із рук в руки. 1320 року місто захопив литовський князь Гедимін. 1362 року місто опинилося під владою Великого князівства Литовського. За нього місто виросло і перетворилось на помітний торговельний центр. Починається будівництво Канівської фортеці.
У XVI столітті Канів став своєрідною козацькою святинею. Літні запорожці, які вже не могли брати участь у походах і боях, почали селитися та доживати віку на Чернечій горі, неподалік Канівського монастиря. 1578 року козаки перевезли сюди останки скараного у Львові гетьмана Івана Підкови, ще один гетьман запорізького війська, Яків Шах, доживав тут свій вік. У Каневі похований також гетьман Самійло Кішка.
1595 року Канів та інші міста і села сучасної Черкащини охопило повстання під проводом Северина Наливайка. У 1591—1593 роках тут прокотилось повстання проти польської шляхти, яке очолив гетьман реєстрових козаків Криштоф Косинський.
1600 року Каневу було надано Магдебурзьке право.
У XVIII столітті канівці брали активну участь у повстаннях проти польсько-шляхетського панування.
1625 року Канів був спалений, у 1630 році місто знову було знищене татарами.
У 1630-х роках XVII століття в місті було створено Канівський полк, що брав активну участь у визвольній війні українського народу.

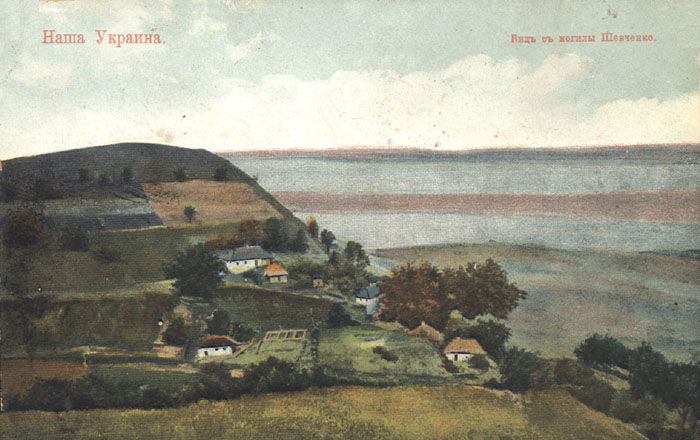
Вигляд з Тарасової гори у ХІХ столітті

У 1662 році під Каневом відбулась битва між військами правобережного гетьмана Юрія Хмельницького та лівобережного гетьмана Якима Сомка, в якій Хмельницький зазнав поразки.
Пізніше Канів не раз переходив з рук в руки. Після Андрусівського перемир'я 1667 року Канів відійшов до Польщі, а за Бучацьким мирним договором з 1672 року місто було під владою турків. У вересні 1678 року турки повністю зруйнували місто.
У 1679 році, за наказом московської влади та гетьмана Івана Самойловича більшу частину населення Канева було насильно переселено на Лівобережну Україну (так званий Великий згін). Гарнізон міста намагався протистояти загонам Самойловича, але фортецю було взято штурмом.

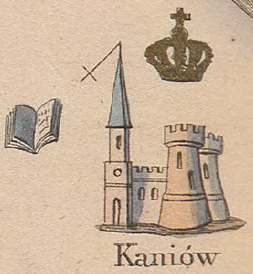
Канівський замок на мапі Зигмунда Герстмана

У 1711—1712 роках за наказом російської влади більшу частину козаків та цивільних мешканців міста було силою переселено на Лівобережжя.
Під час Коліївщини підрозділи повстанців на чолі з Семеном Неживим і Микитою Швачкою у червні підійшли до Канева і, поповнивши ряди місцевими надвірними козаками, штурмом оволоділи канівським замком.
1793 року відбувся другий поділ Польщі, у результаті якого вся Правобережна Україна, у тому числі й Канів, увійшла до складу Російської імперії.

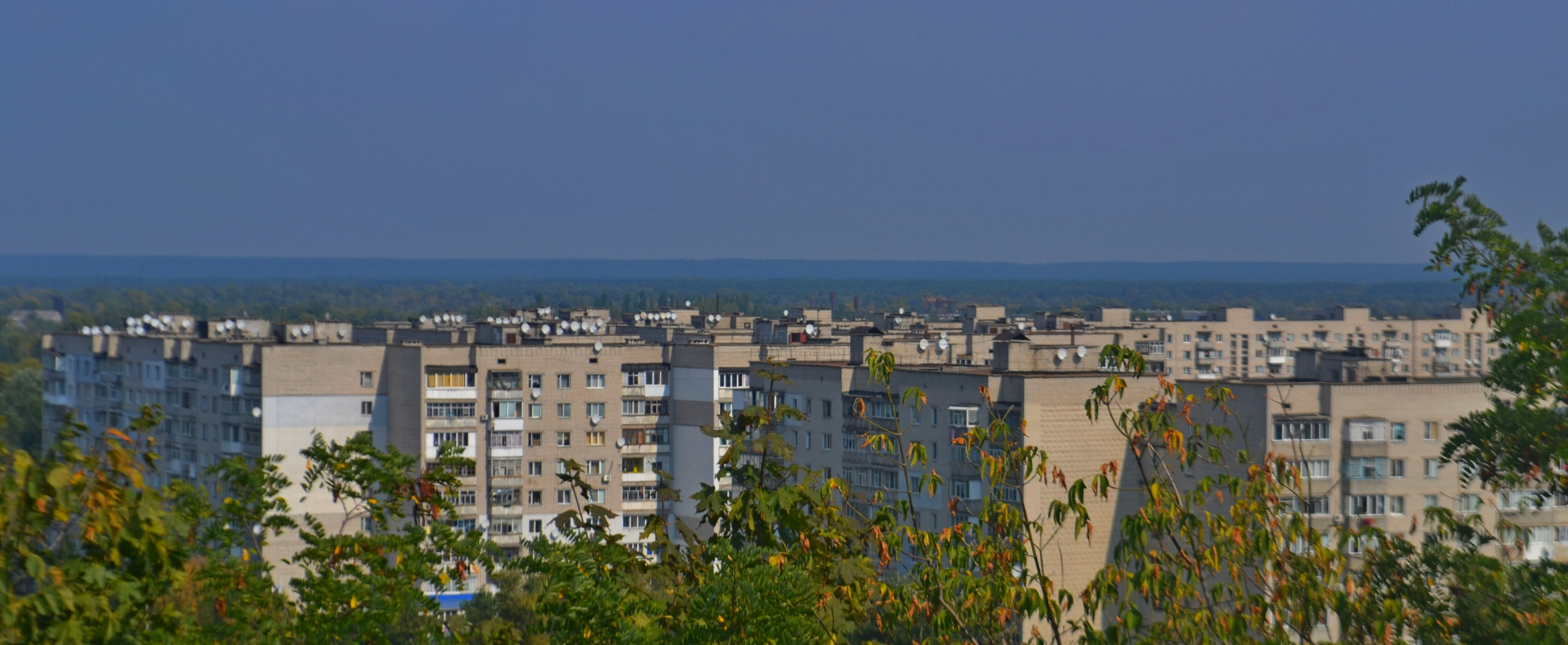
Житловий масив у Каневі

Після січневих подій 1905 року у Петербурзі канівці посилили боротьбу проти самодержавства[джерело?]. Революція 1905—1907 років охоплювала весь повіт. Після Лютневої революції 1917 року маси знову піднялися на боротьбу за політичні права й свободи. У травні 1917 року земська та міська управи міста висловили протест щодо рішення влади про те, що середня школа в Україні має бути російськомовною, і вимагали щоб викладання в початковій, середній та старшій школах в Україні велося виключно українською мовою.
У другій половині березня 1918 року відповідно до Берестейської мирної угоди місто було окуповане австро-німецькими військами. Наприкінці квітня 1918 року біля Канева зупинявся 2-й Польський корпус, який 12 травня 1918 року оточили і роззброїли німці. На початку січня 1919 року місто було під контролем Армії УНР. 9 лютого 1919 року владу в місті захопили більшовики. Після громадянської війни у винятково складних умовах розпочалась відбудова промисловості і господарства Канева. У березні 1924 року створено перший колгосп імені В. І. Леніна.
Під час Другої світової війни 15 серпня 1941 року Канів був окупований німецькими військами. 31 січня 1944 року місто деокуповане Червоною армією.
У повоєнні роки відбудовується місто та розвивається промисловість. Новий етап у розвитку Канева розпочався з 1964 року, у зв'язку з будівництвом Канівської ГЕС. У 1969 році розпочато будівництво Канівського електромеханічного заводу «Магніт». В результаті Канів істотно змінився, набрав рис індустріального міста. Через Канів раніше пролягала залізниця Миронівка — Канів — Золотоноша та була відкрита станція Канів (наразі станція-привид ліквідована, а рейки демонтовані).

## Населення

### Національний склад
Розподіл населення за національністю за даними перепису 2001 року:
| Національність  | Відсоток |
| --------------- | -------- |
| українці        | 89,14 %  |
| росіяни         | 9,61 %   |
| інші/не вказали | 1,25 %   |

### Мова
Розподіл населення за рідною мовою за даними перепису 2001 року:
| Мова            | Відсоток |
| --------------- | -------- |
| українська      | 88,43 %  |
| російська       | 11,24 %  |
| інші/не вказали | 0,33 %   |

## Промисловість

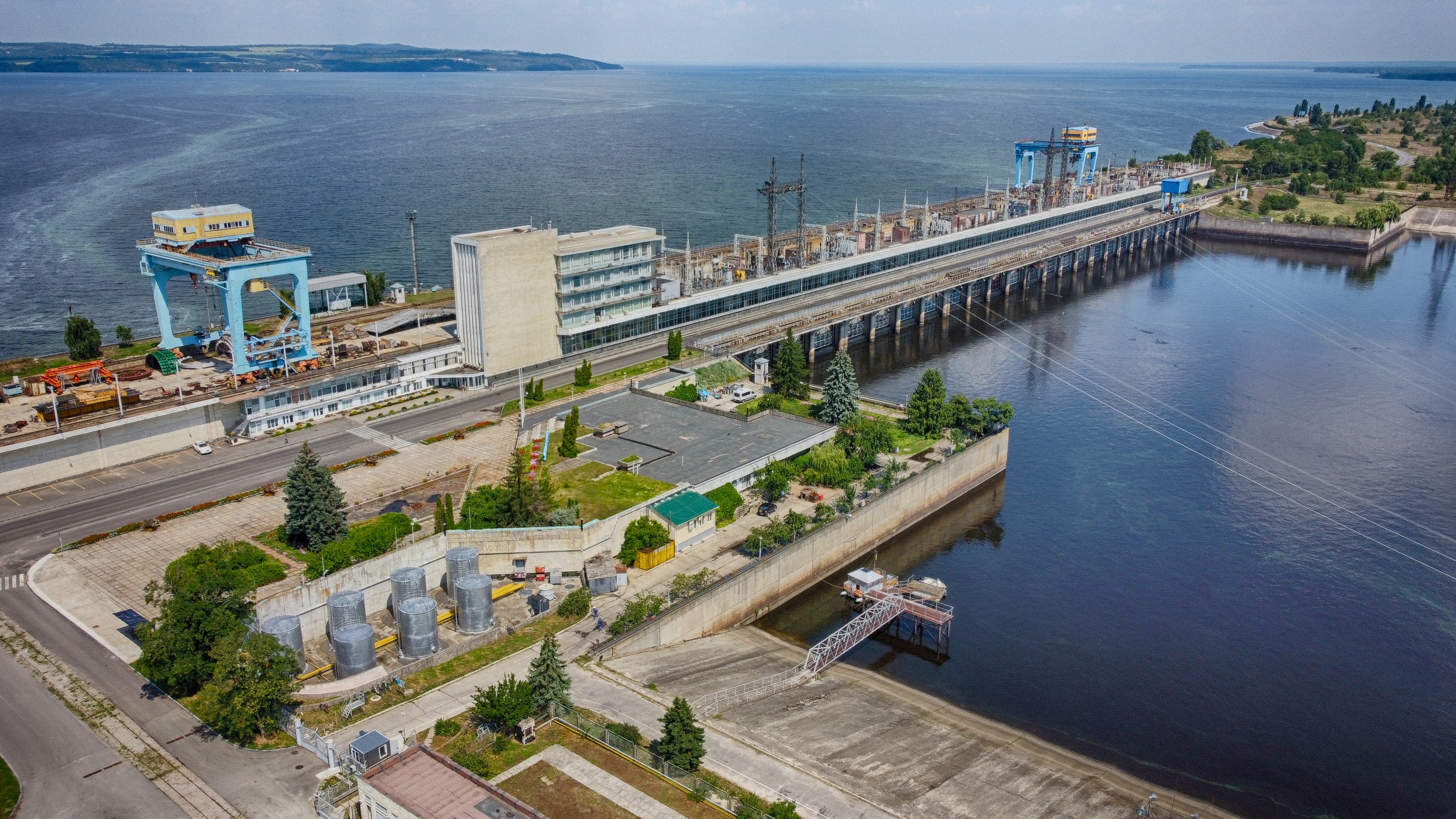
Канівська ГЕС

Переважають підприємства харчової й переробної галузей.
Канівський «Маслосирзавод» (корпорація «Клуб сиру») увійшов у п'ятірку українських експортерів молочної продукції. Тверді сири під маркою «Канівські традиції», сухе молоко, масло користуються попитом в країнах близького і далекого зарубіжжя.
Продукцію під торговою маркою «Верес» виготовляє ЗАТ «Агроекопродукт» (до 1998 року — Завод продтоварів). В Каневі та селах району розміщені кілька переробних заводів цього підприємства, а також, сільськогосподарські угіддя, які належать йому ж.
ПрАТ «Миронівська птахофабрика» — компанія-виробник продукції бренду «Наша Ряба» і є найбільшим в Європі підприємством, що виробляє м'ясо птиці. Входить до складу групи підприємств «МХП ПАТ «Миронівський комбінат хлібопродуктів».
До числа найбільших роботодавців і джерел місцевого бюджету входить Канівська ГЕС.
Діє завод побутових виробів «Квант». Декілька цехів електромеханічного заводу «Магніт» займаються випуском товарів побутового призначення.
Проблемами в господарстві міста є використання сміттєзвалища (площа 3 га), що знаходиться за 5 км на північній околиці міста, неподалік села Бобриця. Це єдине сміттєзвалище Канева, воно не має ніяких стандартних норм з використання, що приводить до частих загорянь сміття.

## Освіта
У Каневі діють 6 загальноосвітніх шкіл, Канівський коледж культури і мистецтв та Канівське вище професійне училище.

## Культура

### Музеї

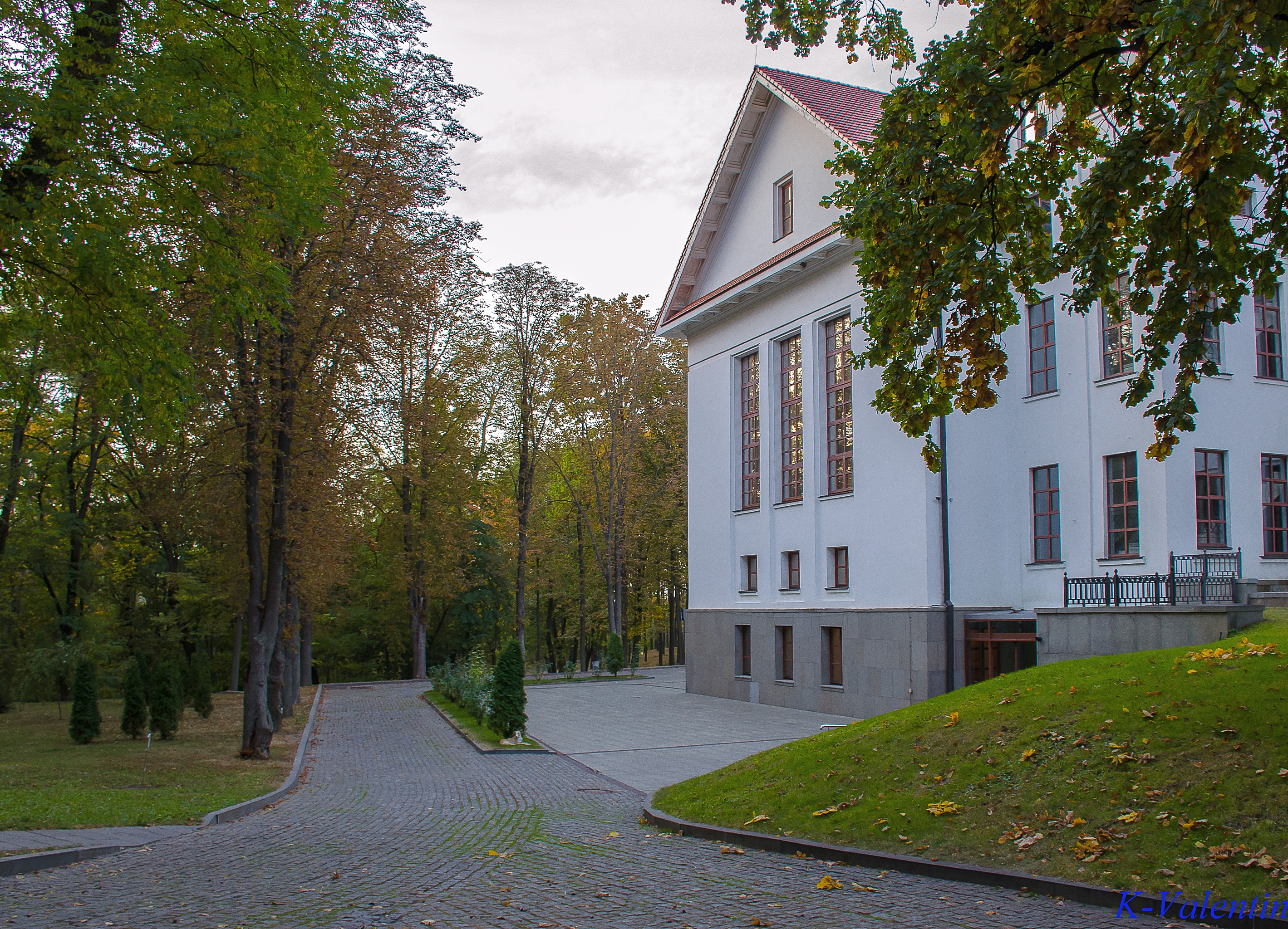
Канівський музей Тараса Шевченка

- Канівський історичний музей — вул. Героїв Небесної Сотні, 15
- Канівський музей народного декоративного мистецтва — вул. Героїв Небесної Сотні, 64
- Канівський музей Тараса Шевченка — Тарасова Гора
- Літературна Канівщина — вул. Успенська, 78
- Музей військової техніки просто неба

### Заповідники
- Державний історико-культурний заповідник «Трахтемирів» — вул. Енергетиків, 68
- Канівський природний заповідник
- Шевченківський національний заповідник «Тарасова гора»

### Археологічні пам'ятки
- Пилипенкова гора
- Урочище Ісковщина: поселення трипільської культури (3 тис. до н. е.) та скіфського часу (7-3 ст. до н. е.)
- Підніжжя великого скіфського городища: поселення епохи бронзи (поч. 2 тис. до н. е.)
- Урочище Бабенківська левада: поселення епохи бронзи (поч. 2 тис. до н. е.)

### Пам'ятки архітектури

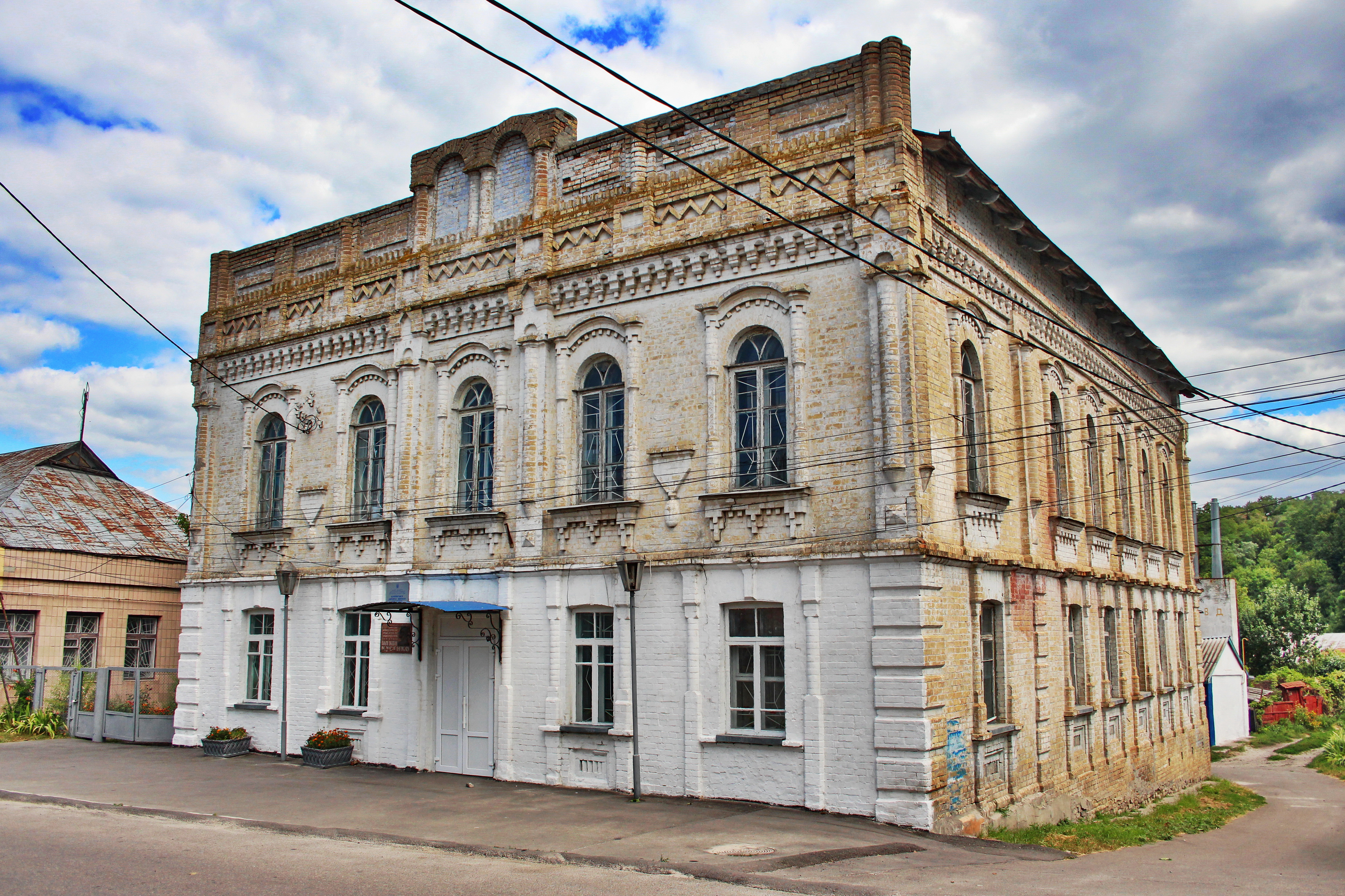
Колишня синагога

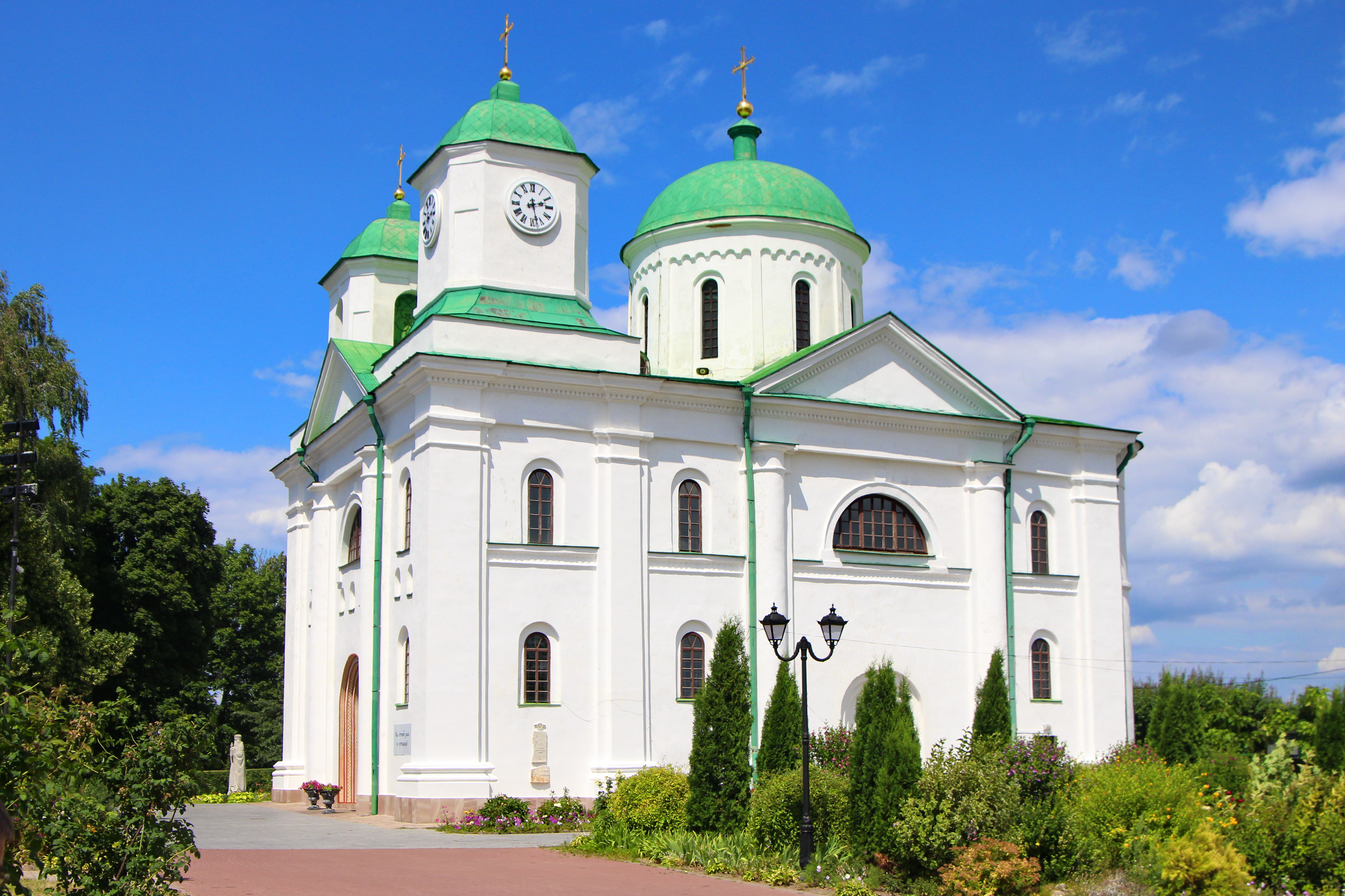
Успенський собор Святого Георгія

- Успенський (Георгіївський) собор, 1144
- Будинок Василіянського училища, 1784
- Будинок в якому мешкав М. Ф. Біляшівський, 1904, Канівський Природний заповідник.
- Синагога (мур.), вул. Воровського, 51

### Пам'ятки природи
- Костянецький Яр — комлексна пам'ятка природи місцевого значення.
- Канівські куести — геологічна пам'ятка природи місцевого значення.
- Канівські луски — геологічна пам'ятка природи місцевого значення.

### Меморіали

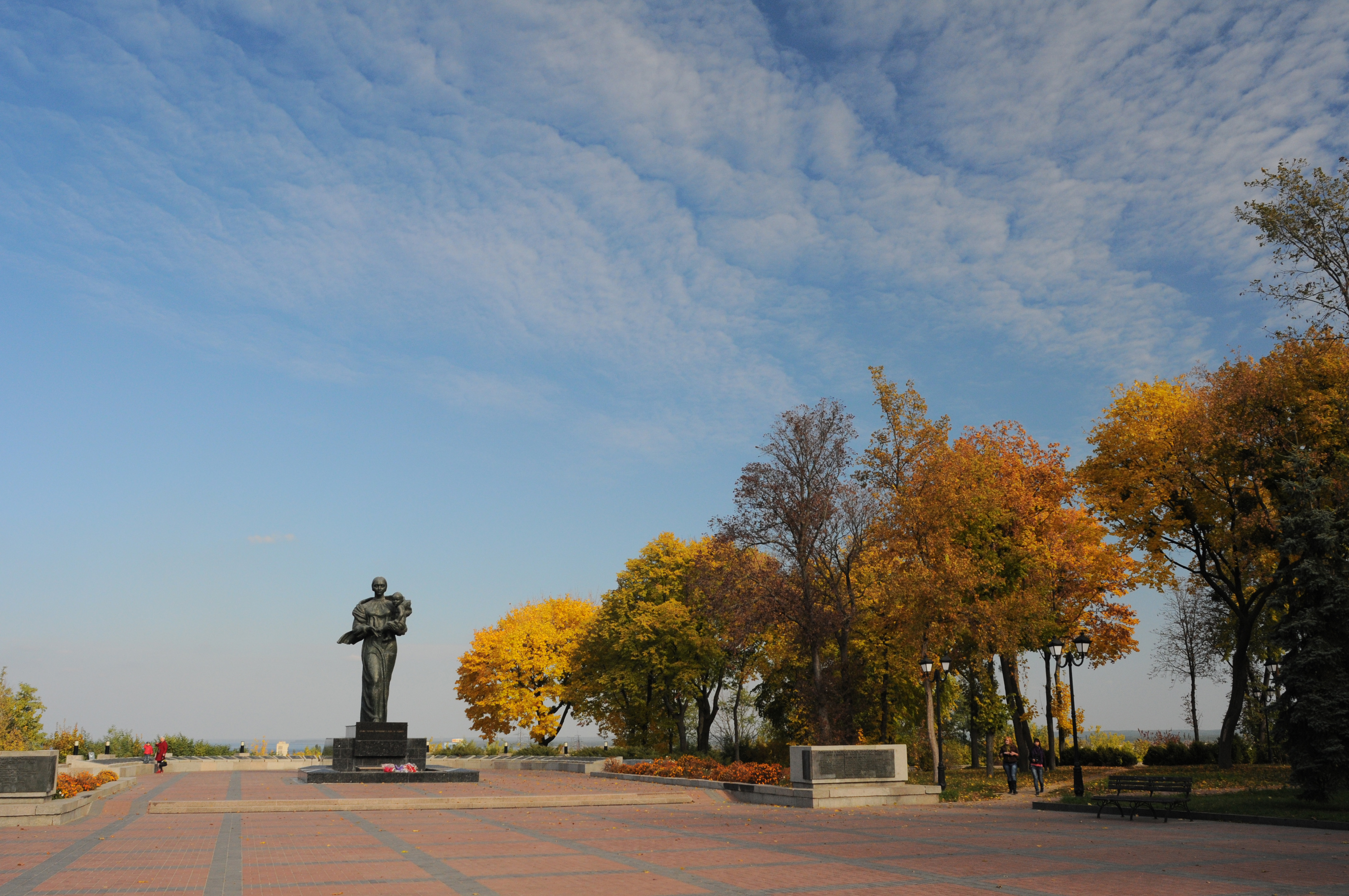
Меморіал Другої світової війни

- Могила Миколи Біляшівського, 1926, (Канівський Природний заповідник).
- Могила Олександра Ленського, стела та барельєф, 1908 (1954) Меморіальний парк.
- Могила Аркадія Гайдара, 1947, Меморіальний парк.
- Могила борців за Радянську владу у 1919 році, Меморіальний парк.
- Могила радянського воїна, 1944, вул. Бузницького, цвинтар.
- Братська могила радянських воїнів, 1943—1944, вул. Бузницького.
- Братська могила радянських воїнів, 1941, вул. Дорошенка.
- Меморіал на честь радянських воїнів, які обороняли і визволяли Канівщину та воїнів земляків, (1985, скульптор С. Мороз-Усенко, архітектор О. К. Стукалов).
- Пам'ятник жертвам фашизму 1941—1945 років, вул. Київська.
- Пам'ятник жертвам Чорнобильської катастрофи, 2000.
- Пам'ятник жертвам афганської війни, 2001.
- Пам'ятник жертвам Голодомору 1932—1933 років (1993), вул. Київська.
- Пам'ятник жертвам голодомору 1932—33 (2003), вул. Монастирок.

### Пам'ятники

Пам'ятник Іванові Підкові на Тарасовій горі (скульптор Петро Кулик)

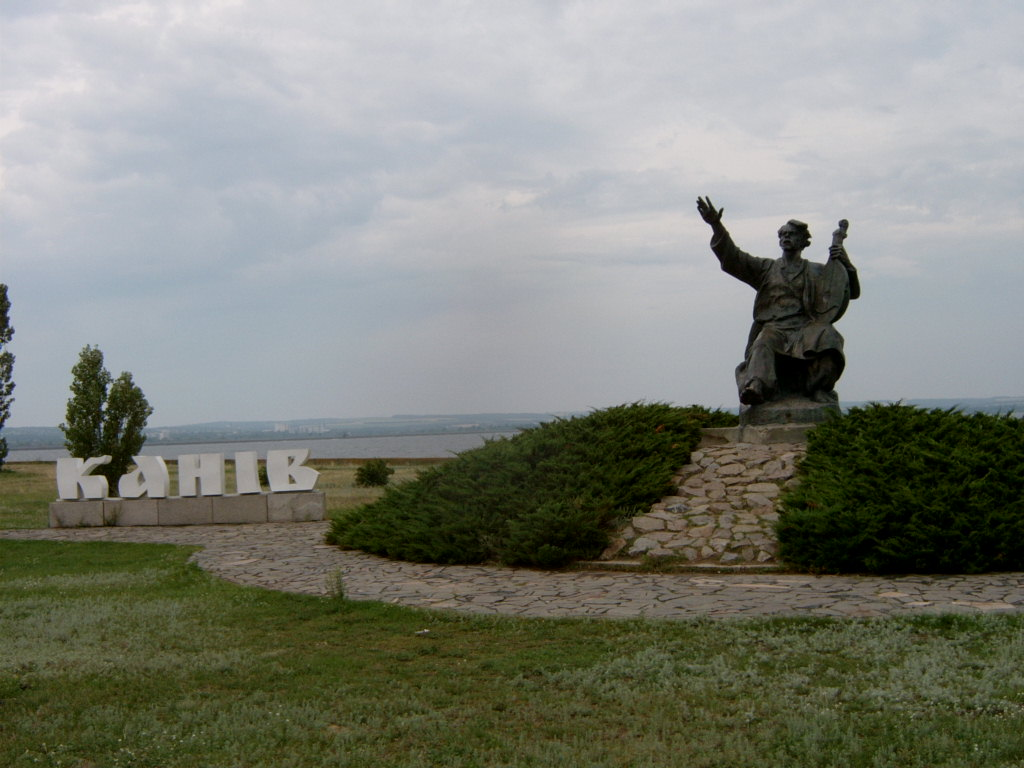
Пам'ятник Кобзарю перед греблею Канівської ГЕС

- Пам'ятник Леніну, 1947, демонтовано.
- Пам'ятник Леніну, 1970, демонтовано.
- Пам'ятник героям бронепоїзда №56, 1980.
- Пам'ятник морякам Дніпровської військової флотилії, 1981, набережна.
- Пам'ятник воїнам 26-ї Армії, 1981, пл. Соборна.
- Пам'ятник розстріляним у Берестовецькому яру (вул. Київська).
- Пам'ятний знак Героям — уродженцям Канівщини.
- Пам'ятний знак В'ячеславу Чорноволу.
- Пам'ятник кобзарю біля греблі Канівської ГЕС.
- Пам'ятник Пресвятій Богородиці, біля Свято-Успенського собору.
- Братська могила та пам'ятник воїнам, які загинули під час боротьби за Канів проти німців у Другій світовій війні, (Меморіальний парк).
- Погруддя Олега Кошового
- Пам'ятник Святому Макарію Канівському, біля Успенського собору Св. Георгія.

### Пам'ятники, пов'язані з ім'ям Тараса Шевченка
- Місце, де Тарас Шевченко мав намір оселитися у 1859 році, Шевченківський національний заповідник.
- Шлях по якому везли домовину з прахом Тараса Шевченка від Успенського Собору у 1861 році.
- Могила Тараса Шевченка, пам'ятник на могилі, Шевченківський національний заповідник.
- Могила Ликерії Полусмак, нареченої Тараса Шевченка, 1917, вул Сельце, цвинтар.
- Могила кобзаря Олексія Чуприни.
- Меморіальний камінь на місці самоспалення Олекси Гірника, 1979, Шевченківський національний заповідник.
- Пам'ятник Івану Підкові, 2007, вул. Монастирок.
- Меморіальний камінь із прахом Віри Річ, 2011, вул. Монастирок, цвинтар.
- Меморіальна плита на могилі Івана Ядловського, Шевченківський національний заповідник.

## Особистості

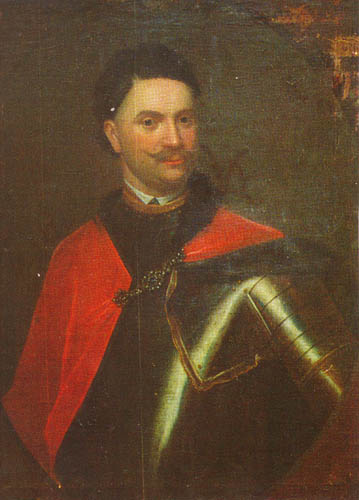
Староста Дмитро Сангушко

### Народилися в Каневі
- Андрієвський Митрофан Олександрович (1842−1887) — український філолог і педагог,
- Андрієвський Олексій Олександрович (1845 — 1902) — український педагог, історик, літератор, публіцист, археограф і громадський діяч,
- Андрієнко Григорій Іванович - педагог, поручник артилерії російської армії та Армії УНР,
- Арабажин Костянтин Іванович (1866−1929) — російський і український літературознавець, журналіст, письменник,
- Горева Євгенія Антонівна (*1930 - 2022) — перекладач,
- Гриненко Галина Олександрівна (*1925— 2013) — поетеса,
- Кобченко Сергій Геннадійович (1972—2017) — український військовик, учасник війни на сході України, старший сержант.
- Кусенко Ольга Яківна (1919−1997) — українська актриса,
- Лойцкер Юхим Борисович (Хаїм) (1898—1970) — єврейський та український освітній діяч, письменник, літературознавець.
- Міненко Любов Павлівна (*1950) — українська художниця
- Петришин Володимир Володимирович (* 1984) — підполковник ЗСУ. Командир 156-го батальйону територіальної оборони.
- Приходько Людмила Іванівна (*1945 — 2024) — українська актриса,
- Прудкий Никон Іванович — бандурист,
- Самійло Кішка (1530 (?) — 1602 (1620)) — козацький отаман, старший війська Запорозького (1574 — 1575, 1599 — 1602),
- Тарахан-Береза Зінаїда Панасівна (*1939) — український літературознавець
- Толок Віталій Павлович — народний артист УРСР
- Федорів Дмитро Лукич (1895—1926) — підполковник Армії УНР.
- Чупилка Анатолій Михайлович, молодший сержант ЗСУ, загинув у боях за Донецький аеропорт 20 січня 2015

Поховані в Каневі

Чернеча гора

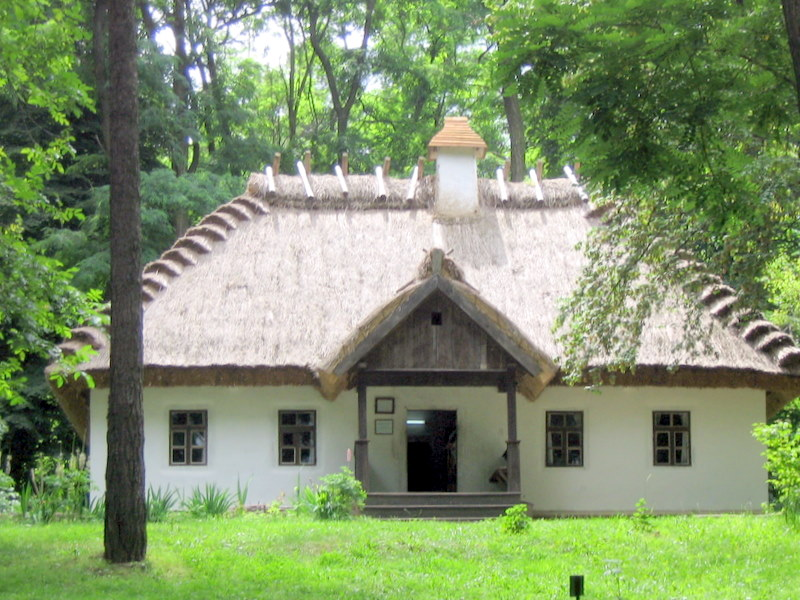
Тарасова світлиця — будинок Ядловського на Тарасовій горі і перший народний музей Тараса Шевченка

- Тарас Григорович Шевченко (1814 —1861) — український поет, письменник, художник, графік, громадський діяч, могила розташована на Чернечій (Тарасовій) горі.
- Аркадій Петрович Гайдар (1904—1941) — чекіст, радянський дитячий письменник-прозаїк.
- Ленський Олександр Павлович (1847—1908) — російський актор, один з перших режисерів МХАТу.
- Іван Підкова (? — 1578) — гетьман, похований в монастирі.
- Самійло Кішка 1530 (?) — 1602 (1620) — козацький отаман, старший війська Запорозького (1574 — 1575, 1599 — 1602).

Інші
- У місті багато років мешкав та був похований відомий український археолог М. Ф. Біляшівський, який значну частину свого життя віддав вивченню минулого Канева та його околиць.
- Ядловський Іван Олексійович (1846 — 1933) — сторож і доглядач могили Тараса Шевченка в 1884—1933 роках.
- 1896 року в місті жила Марко Вовчок, українська письменниця;
- 1913 року в місті мешкав Г. М. Хоткевич, український письменник, історик, композитор, мистецтвознавець, етнограф, педагог, театральний і громадсько-політичний діяч.
- У Каневі, на Чернечій горі, у ніч з 21 на 22 січня 1978 вчинив самоспалення на знак протесту проти русифікації Олекса Гірник.
- У Каневі постійно жив і працював директором повітового училища поет і педагог В. С. Гнилосиров (А. Гавриш).

Почесні громадяни Канева
- Тронько Петро Тимофійович — державний та політичний діяч, вчений-історик;
- Тараненко Іван Григорович — педагог, профспілковий та суспільний діяч[15].

Канівські старости
- Іван Петрович Немирович — староста черкаський, двоюрідний брат Андрія Немировича[16]
- Йосиф Халецький[17]
- Михайло Вишневецький  — гетьман козацтва
- Вишневецький Михайло Михайлович
- Чарнецький Стефан Станіслав (†1703) — з 1663 року, став після стрия Чарнецького Стефана, польний писар коронний[18]
- Зелінський (ім'я невід.) — другий чоловік Ізабелли Сераковської гербу Доленґа, доньки белзького каштеляна[19] Яна Анджея

## Цікаві факти
У 1918 році голова Центральної Ради Михайло Грушевський мав намір перевести столицю Української Народної Республіки до Канева, однак не встиг.
23 лютого 2016 року політична партія «Опозиційний блок» оприлюднила проект змін Конституції України, у якому запропоновано зробити Канів адміністративною столицею України.
На честь міста названо декілька урбанонімів, наприклад вулиця Канівська у місті Черкаси.